# Donna Koniel
Donna Koniel, née le 20 août 1992 à Nouvelle-Bretagne orientale, est une athlète papoue-néo-guinéenne spécialiste du 400 et du 800 mètres ainsi que du 400 mètres haies.

## Biographie
Donna Koniel participe aux Jeux du Commonwealth de 2014 où elle participe au 400 m, au 800 m et au 4 x 400 m sans jamais dépasser le stade des séries.

## Palmarès
| Date | Compétition                    | Lieu         | Place | Course        | Temps         |
| ---- | ------------------------------ | ------------ | ----- | ------------- | ------------- |
| 2010 | Championnats d'Océanie espoirs | Cairns       | 5e    | 400 m         | 60 s 69       |
| 2010 | Championnats d'Océanie espoirs | Cairns       | 3e    | 800 m         | 2 min 22 s 79 |
| 2010 | Championnats d'Océanie espoirs | Cairns       | 4e    | 400 m haies   | 1 min 20 s 93 |
| 2011 | Jeux du Pacifique              | Nouméa       | 2e    | 800 m         | 2 min 16 s 80 |
| 2011 | Jeux du Pacifique              | Nouméa       | 1re   | 4 x 400 m     | 3 min 45 s 32 |
| 2012 | Championnats d'Océanie         | Cairns       | 1re   | 400 m         | 56 s 17       |
| 2012 | Championnats d'Océanie         | Cairns       | 3e    | 800 m         | 2 min 16 s 41 |
| 2012 | Championnats d'Océanie         | Cairns       | 1re   | 400 m haies   | 1 min 1 s 54  |
| 2013 | Mini-Jeux du Pacifique         | Mata Utu     | 2e    | 400 m haies   | 1 min 1 s 63  |
| 2013 | Mini-Jeux du Pacifique         | Mata Utu     | 1re   | 4 x 400 m     | 3 min 52 s 82 |
| 2014 | Championnats d'Océanie         | Rarotonga    | 3e    | 400 m         | 56 s 57       |
| 2014 | Championnats d'Océanie         | Rarotonga    | 2e    | 800 m         | 2 min 18 s 52 |
| 2014 | Championnats d'Océanie         | Rarotonga    | 3e    | 400 m haies   | 1 min 2 s 6   |
| 2014 | Championnats d'Océanie         | Rarotonga    | 1re   | 4 x 100 m     | 47 s 88       |
| 2015 | Jeux du Pacifique              | Port Moresby | 2e    | 400 m         | 54 s 29       |
| 2015 | Jeux du Pacifique              | Port Moresby | 1re   | 800 m         | 2 min 12 s 78 |
| 2015 | Jeux du Pacifique              | Port Moresby | 1re   | 400 m haies   | 58 s 28       |
| 2015 | Jeux du Pacifique              | Port Moresby | 1re   | 4 x 400 m     | 3 min 45 s 13 |
| 2019 | Relais mondiaux                | Yokohama     | 6e    | 2 x 2 x 400 m | 4 min 4 s 73  |
| 2019 | Championnats d'Océanie         | Townsville   | 5e    | 400 m         | 57 s 56       |
| 2019 | Championnats d'Océanie         | Townsville   | 7e    | 400 m haies   | 1 min 1 s 32  |
| 2019 | Championnats d'Océanie         | Townsville   | 3e    | 4 x 400 m     | 3 min 53 s 49 |
| 2019 | Jeux du Pacifique              | Apia         | 5e    | 400 m         | 57 s 08       |
| 2019 | Jeux du Pacifique              | Apia         | 2e    | 800 m         | 2 min 14 s 17 |
| 2019 | Jeux du Pacifique              | Apia         | 1re   | 400 m haies   | 1 min 0 s 14  |
| 2019 | Jeux du Pacifique              | Apia         | 1re   | 4 x 400 m     | 3 min 44 s 86 |